# تساولسدورف
تساولسدورف (به آلمانی: Zaulsdorf) یک روستا در آلمان است که در زاکسن واقع شده‌است.